# Bredemeyera velutina
Bredemeyera velutina är en jungfrulinsväxtart som beskrevs av Alfred William Bennett. Bredemeyera velutina ingår i släktet Bredemeyera och familjen jungfrulinsväxter. Inga underarter finns listade i Catalogue of Life.